# Anita Lasker-Wallfisch
Anita Lasker-Wallfisch   (Breslau, 17 de juliol de 1925) (nascuda com a Anita Lasker) és una violoncel·lista, i membre supervivent de l'Orquestra de Dones d'Auschwitz.

## Biografia
Lasker va néixer en una família jueva i va tenir dues germanes, Marianne i Renate, alguns anys més grans que ella. El seu pare era advocat i la seva mare violinista. Des de 1933 van patir discriminació per la seva condició de jueus, però com que el seu pare havia lluitat a la Primera Guerra Mundial, i havia estat condecorat amb la Creu de ferro, la família disposava d'un cert grau d'immunitat durant la persecució nazi. La seva germana gran, Marianne, va ser l'únic membre de la família que s'escapà de l'Holocaust perquè el 1939 els pares van poder enviar-la a Anglaterra mitjançat el Kindertransport organitzat abans de l'inici de la Segona Guerra Mundial. L'abril de 1942, els pares van ser deportats i es creu que varen morir a Lublin, a Polònia. Ella i la seva germana Renate no varen ser deportades perquè treballaven en una fàbrica de paper. Allà, van conèixer presoners francesos de guerra i van començar a falsificar documents per facilitar la tornada a França de treballadors francesos forçats. Sobre aquest fet, ella mateixa va escriure anys més tard: «No podia acceptar de cap manera que m'haguessin de matar pel fet d'haver nascut com era, i vaig decidir donar als alemanys una raó millor per matar-me».
El setembre de 1942 Lasker i la seva germana van intentar fugir a França, però la Gestapo var arrestar-les a l'estació de Breslau. Només la seva maleta, que ja havien pujat al tren, va poder escapar-se'n. I la Gestapo, preocupada per la seva pèrdua, va anotar amb cura la seva mida i color. La van enviar a la presó i després d'un any van avisar-la per què identifiqués si una maleta que havia arribat era la seva. Així ho va recordar: «Llavors un dia em van cridar. Havia arribat una maleta: la podia identificar? Era la meva maleta. Ho robaven tot, mataven a tothom, però el que realment els importava era aquella maleta. Havien trobat la maleta i tot estava bé, encara que mai vaig tornar a veure-la perquè llavors va anar a les voltes de la presó i després vaig veure una guàrdia que duia un dels meus vestits.» El desembre de 1943, van enviar les germanes Lasker a Auschwitz; van fer el viatge en trens separats, en comptes dels camions de bestiar en què transportaven altres presoners. El fet d'estar complint una condemna per delictes li va estalviar haver de passar la selecció a l'arribada, on les SS seleccionaven qui anava directament a les cambres de gas.
Una altra presonera que prenia les dades de les noves arribades va preguntar-li que feia abans de la guerra. En saber que Lasker tocava el violoncel, va dir-li que això podia salvar-la i va avisar Alma Rosé, que dirigia l'orquestra del camp. No tenien cap intèrpret de violoncel i Lasker va entrar a formar part de l'orquestra de quaranta músics. L'orquestra tocava marxes mentre les treballadores forçades deixaven el camp diàriament per al seu treball, i quan tornaven al camp. També varen fer concerts per a les SS.
Tot i el relatiu privilegi que li conferia ser membre de l'orquestra del camp, pensava que no en sortiria viva. El novembre de 1944, l'Exèrcit Roig estava avançant i el camp d'Auschwitz va ser evacuat. Amb unes 3.000 dones van dur-la en un tren a Bergen-Belsen, un camp al nord d'Alemanya, prop de Hannover que no estava preparat i al principi dormien en tendes, directament damunt del terra; hi va sobreviure sis mesos amb gairebé res per menjar. Després de l'alliberament per l'Exèrcit britànic, el 15 d'abril de 1945 va ser transferida primer a un camp proper per a persones desplaçades. La seva germana Renata, que sabia parlar anglès, va fer d'intèrpret per a l'Exèrcit britànic. Ella feia de mecanògrafa i va aprendre anglès i també va fer d'inèrpret.
Durant el Judici de Belsen que va tenir lloc de setembre a novembre de 1945, Anita Lasker va testificar en contra, entre d'altres, del comandant del camp, Josef Kramer, el metge del campament, Fritz Klein, i l'ajudant del comandant del campament, Franz Hössler, dels quals va dir que havien pres part en la selecció de persones que s'enviaven a les cambres de gas. Els tres van ser sentenciats a mort i penjats aquell mateix any.

## Post-guerra
El 18 de març de 1946, les dues germanes varen arribar a la Gran Bretanya amb l'ajut de Marianne, la germana gran que hi vivia des d'abans de la guerra. Anita Lasker va cofundar l'English Chamber Orchestra (ECO), de la qual va ser membre i solista. Varen fer gires internacionals, però no va tornar a Alemanya amb l'ECO fins al 1994. Es va casar amb el pianista Peter Wallfisch, que també era de Breslau i era professor al Royal College of Music de Londres i van tenir dos fills, Raphael Wallfisch, nascut el 1953, que es violoncel·lista, i Maya-Marianne Jacobs-Wallfisch, que és psicoterapeuta. L'any 1996 va publicar les seves memòries, Inherit the Truth (Heretar la veritat).
Durant dècades no va voler parar de la seva infància i els anys d'empresonament; ni tan sols n'havia parlat als seus fills. Després de publicar les seves memòries, va decidir va decidir visitar Alemanya, on després ha tornat en moltes ocasions; com a testimoni i víctima del nazisme, des del 1994 ha visitat escoles alemanyes i austríaques per parlar de prop i explicar les seves experiències. També s'ha trobat amb fills dels qui van perpetrar l'Holocaust. Per a ella, això és important perquè la manca de diàleg causa problemes, com ha passat a Israel. Però veu un problema amb Àustria, perquè els austríacs mai s'han enfrontat amb el fet que ells també van ser perpetradors, com els alemanys. I promou la tasca pel Nou Kreisau, a Polònia, així com la feina de la Fundació Freya von Moltke i el llegat Kreisau Cercles.
El 2011, Anita Lasker-Wallfisch va rebre un Doctorat Honoris Causa de la Universitat de Cambridge, on va ser professora visitant de la Facultat de Teologia.
En la cerimònia que va tenir lloc al Parlament alemany el 31 de gener de 2018, amb motiu del 73è aniversari de l'alliberació del camp de concentració i extermini d'Auschwitz, Anita Lasker-Wallfisch va impartir la conferència commemorativa.
El 18 de desembre de 2020, Frank-Walter Steinmeier, president de la República Federal Alemanya, va concedir la Creu Federal al Mèrit a Anita Lesker i a Henrietta Kretz, supervivent també de l'Holocaust. A causa de la pandèmia de covid-19, no es va poder fer el lliurament amb la seva presència. En la carta que Steinmeier va enviar a Lesver, li deia: «Durant dècades heu estat una de les veus més importants contra l'antisemitisme, l'extrema dreta i el racisme. Us ho agraeixo molt, també en nom dels meus compatriotes.»